# Weurt
Weurt (Uitspraak: [ʋøːrt]) is een dorp van de gemeente Beuningen in de Nederlandse provincie Gelderland. Weurt telt circa 2.525 (2023) inwoners.
Weurt was tot 1 januari 1818 een zelfstandige gemeente. Op die datum werd het bij de gemeente Beuningen gevoegd.
Weurt ligt aan de Waal, waar het Maas-Waalkanaal uitkomt bij de Waal, tegen Nijmegen aan. In het Maas-Waalkanaal ligt het sluiscomplex Weurt, dat nu onder de gemeente Nijmegen valt. Het heeft een overnachtingshaven gelegen op Rkm 887. Ook de Waalhaven van Nijmegen lag oorspronkelijk gedeeltelijk op Weurts grondgebied.
In Weurt staat de rooms-katholieke Sint-Andreaskerk, een neogotische kerk uit 1898 naar een ontwerp van Caspar Franssen. Weurt heeft een school voor basisonderwijs: basisschool de Ruyter. Ook bevinden zich in Weurt een supermarkt, meerdere cafetaria's en een café. Weurt staat bekend om de vele monumenten die te vinden zijn in voornamelijk de waalkant van het dorp.
Een herkenbaar punt bij Weurt was de steenkoolcentrale van Engie. Hoewel deze niet in het dorp zelf stond, maar in de gemeente Nijmegen, was dit voor velen een herkenningspunt. De centrale is stilgelegd in 2015 en werd in fases gesloopt.
Weurt ligt aan de Van Heemstraweg, de weg Nijmegen-Zaltbommel, en is per openbaar vervoer bereikbaar via de lijnbussen over deze weg.

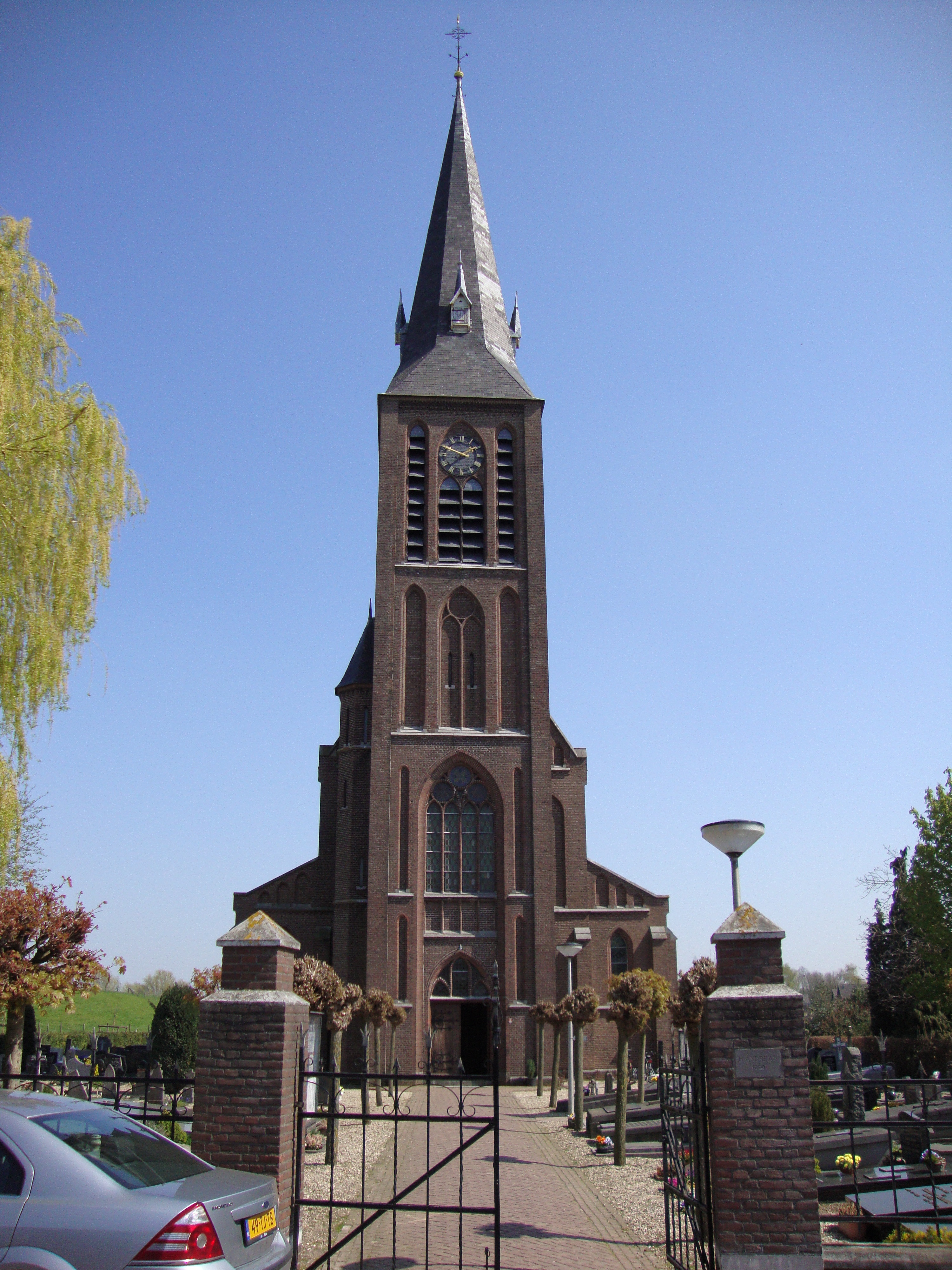
Weurt, de RK kerk
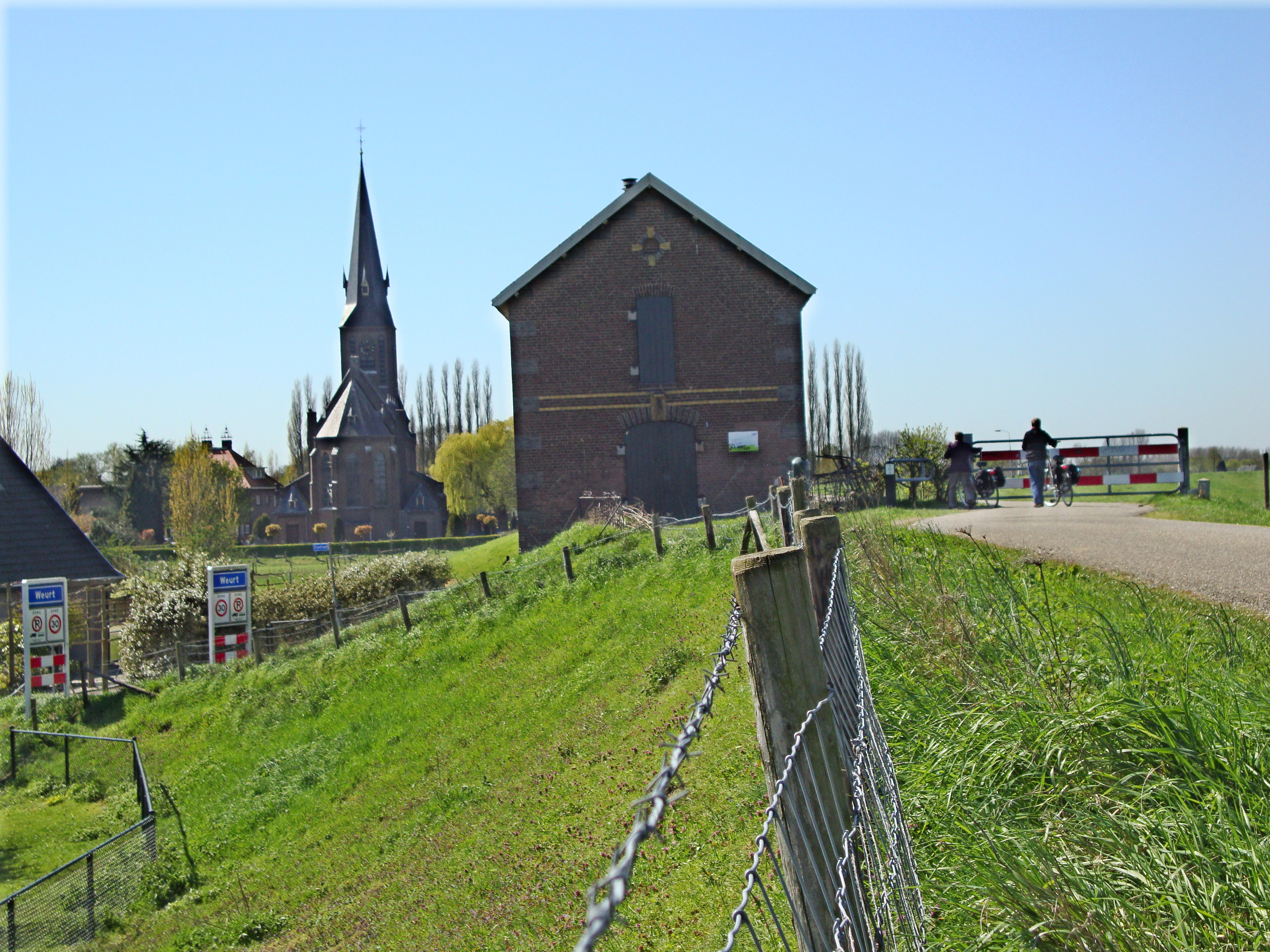
Weurt, dijkmagazijn
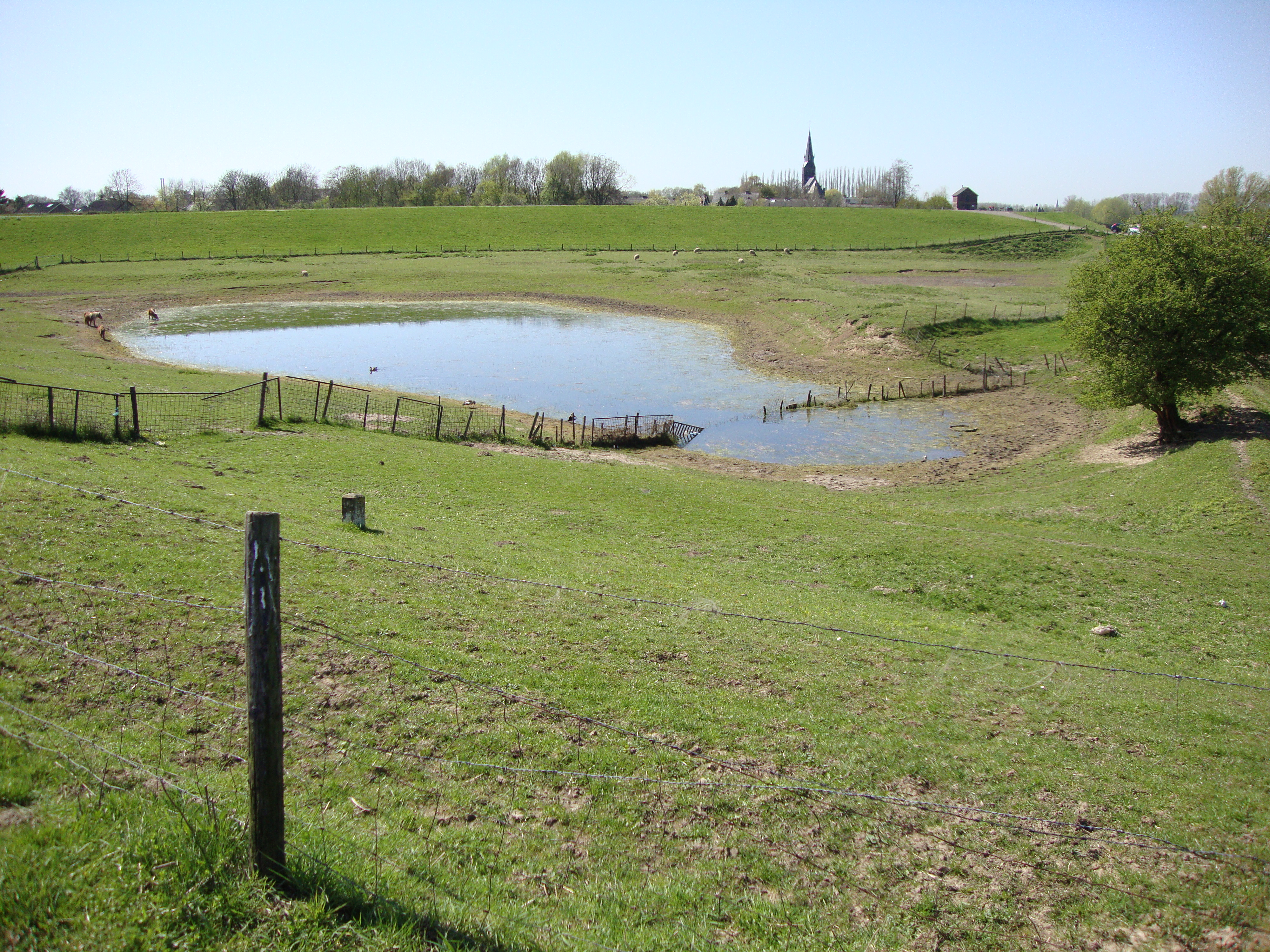
Weurt, de Waalbandijk
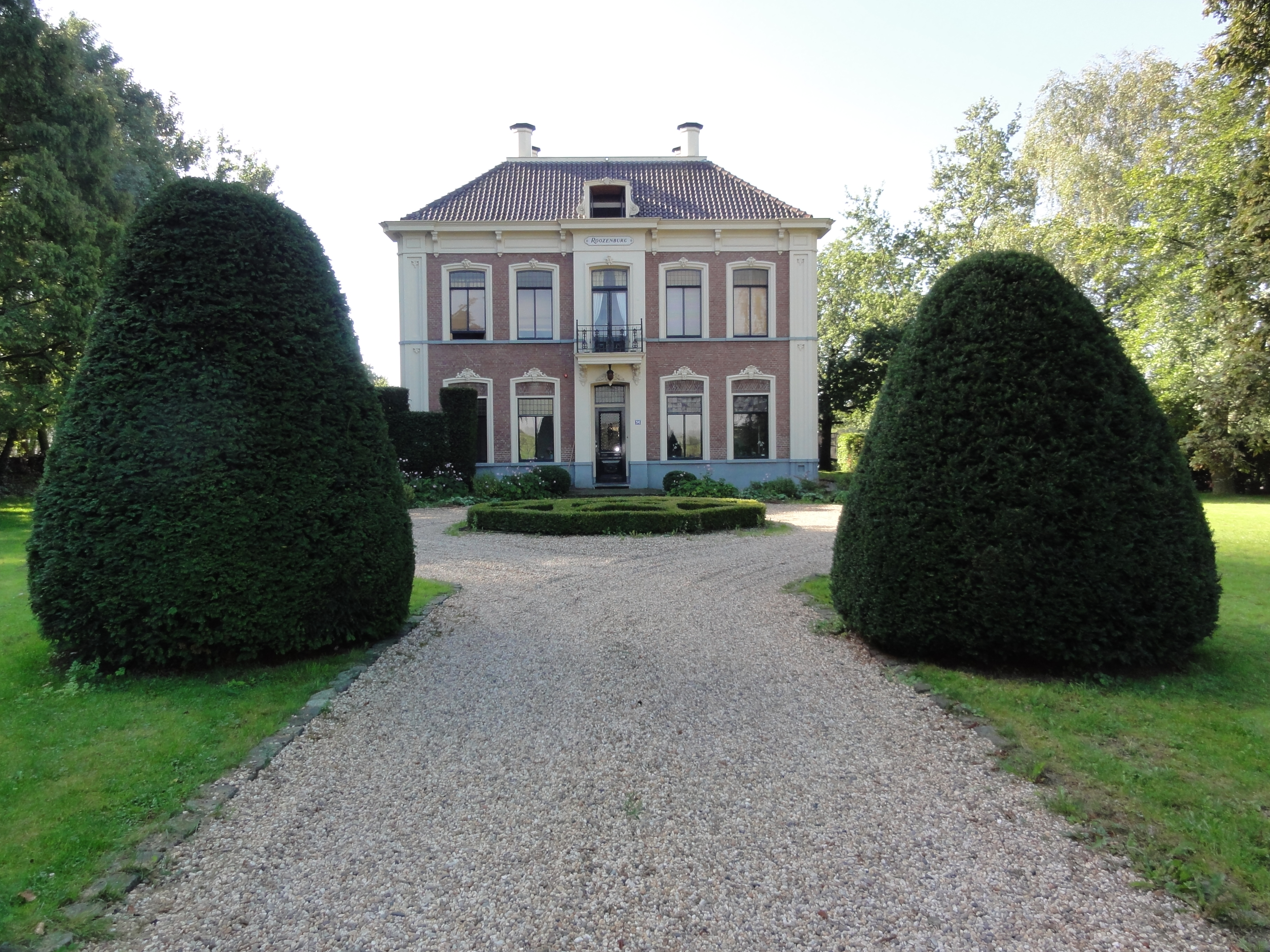
Weurt, Villa Roozenburg
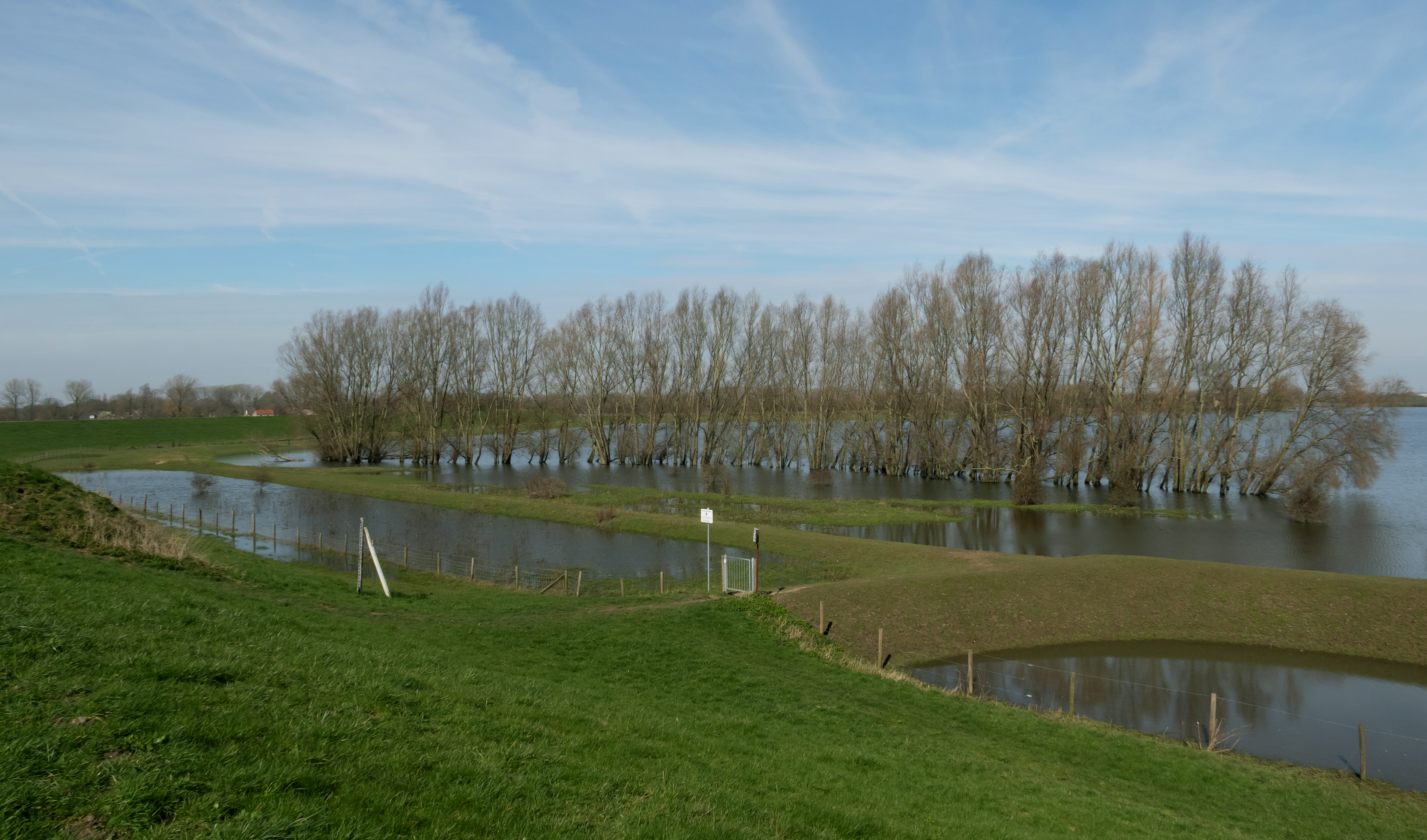
Bomen voor het Grindgat

## Geboren in Weurt
- Eduard Janssens (1908-1989), burgemeester
- Hans Verheijen (15 mei 1966), burgemeester